# NGC 3254
NGC 3254 (również PGC 30895 lub UGC 5685) – galaktyka spiralna (Sbc), znajdująca się w gwiazdozbiorze Małego Lwa. Odkrył ją William Herschel 13 marca 1785 roku. Należy do galaktyk Seyferta typu 2.
W galaktyce zaobserwowano supernową SN 1941B.